# СтанкоГомель

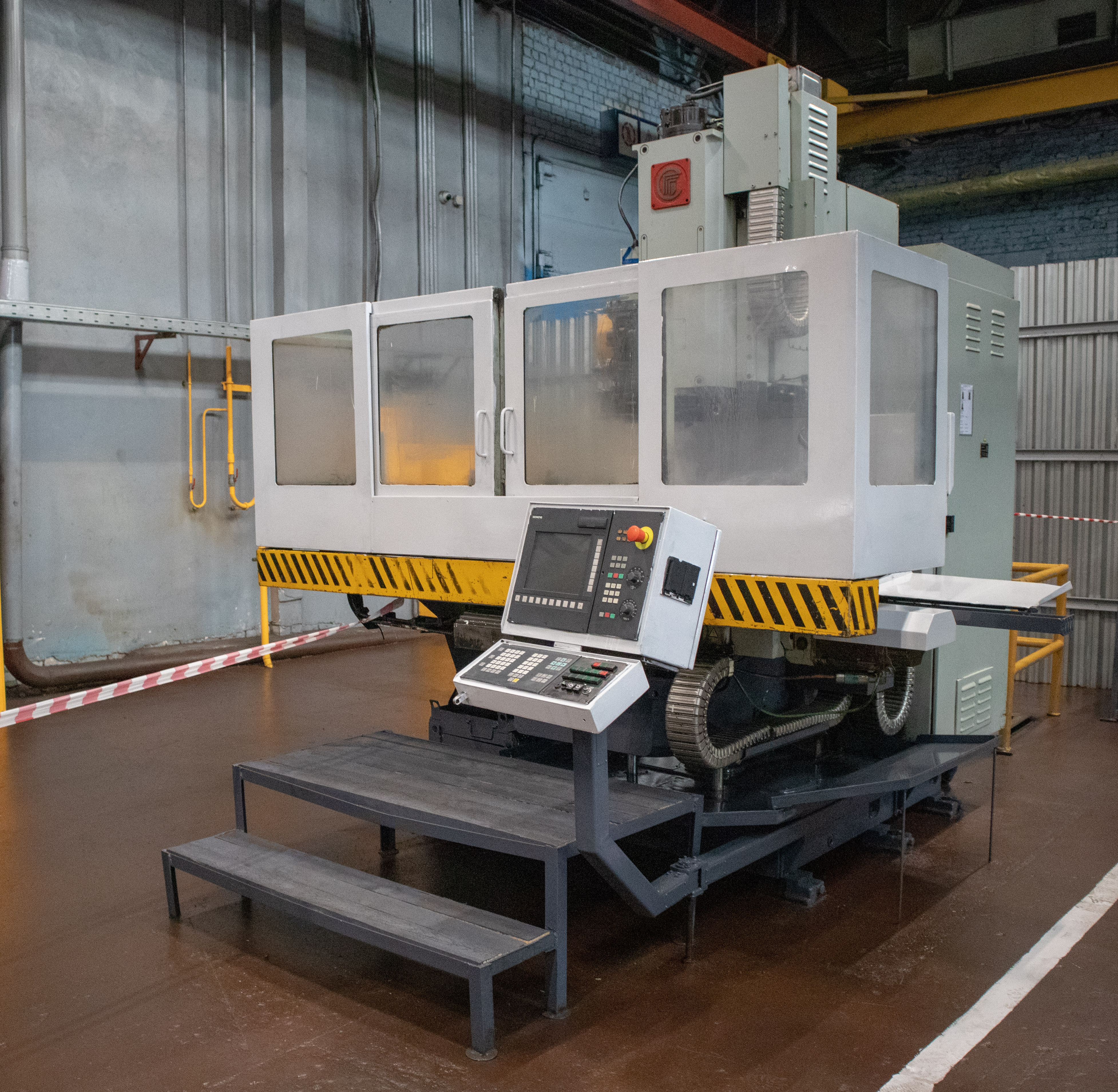
Станок производства ОАО «СтанкоГомель», установленный в механическом цехе № 2 Минского тракторного завода

ОАО «СтанкоГомель» (Гомельский станкостроительный завод им. С. М. Кирова; бел. ААТ «СтанкаГомель»; Гомельскі станкабудаўнічы завод імя С. М. Кірава) — белорусское станкостроительное предприятие, расположенное в Гомеле. Специализируется на производстве сверлильно-фрезерно-расточных, консольно-фрезерных, долбёжных станков.

## История
В 1885 году в Гомеле был основан металлообрабатывающий завод, считающийся предшественником нынешнего станкостроительного завода; в некоторых источниках датой основания завода считается 1895 год. В годы Первой мировой и гражданской войны завод производил боеприпасы, ремонтировал боевые речные суда. В 1920—1922 годах назывался 3-й советский чугунолитейный и механический завод. В 1923 году переименован в чугунолитейный и механический завод «Пролетарий», с 1927 года — Гомельский государственный чугунолитейный, механический, арматурный и котельный завод «Пролетарий». В этот период завод освоил, помимо арматуры и котлов, оборудование для строительства (растворомешалки, лебёдки, камнедробилки), в 1930-е годы освоил производство паровых насосов. В 1938 году преобразован в Гомельский государственный станкостроительный завод «Пролетарий» им. С. М. Кирова (по другой информации, преобразован в станкостроительный в 1934 или в 1935 году). В 1938 году передан в подчинение «Главстанкопрома» Наркомата станкостроения СССР и впоследствии находился в союзном подчинении (за исключением 1957—1965 годов, когда завод был передан в подчинение Совету народного хозяйства БССР).
В 1976 году выпускаемые заводом станки использовались в СССР и экспортировались в 56 других стран мира (в том числе, такие высокоиндустриальные страны, как США, Франция и ФРГ).
Некоторое время[уточнить] завод являлся головным предприятием Гомельского станкостроительного производственного объединения имени С. М. Кирова. В 2000 году преобразован в республиканское унитарное предприятие. В настоящее время — открытое акционерное общество «СтанкоГомель».
В качестве станкостроительного завода первоначально производил поперечно-строгальные станки 735 и 736, долбёжные станки 741, 742, 743, затем освоил выпуск других станков. После Великой Отечественной войны завод начал производство поперечно-строгальных и долбёжных станков с гидравлическим приводом 7А36, 737, 7430, 7450, правильно-отрезных автоматов ИО35Е. В 1950-е — 1980-е годы завод выпускал до 200 моделей специальных станков. В 1980-е годы специализация завода сменилась на производство вертикальных и горизонтальных обрабатывающих центров с ЧПУ (первые освоенные модели — 21104П7Ф4 и ИР500ПМФ4). В 1985 году завод произвёл 2938 станков. В 1993 году завод освоил производство универсальных консольно-фрезерных станков по лицензии станкостроительного завода «Heckert Chemnitzer Werkzeugmaschinen GmbH» (Германия).

## Современное состояние
Завод производит консольно-фрезерные станки (SGM 450 с позиционным программным управлением, вертикальный FSS, горизонтальные FU и FW), долбёжные станки (ГД 200), горизонтальные и вертикальные сверлильно-фрезерно-расточные станки (BYHOR 630, BYVER 500-4x, BYVER 600), автоматы для резки и правки круглого проката (ГД 162), а также товары народного потребления (вешалки, доски для разделки рыбы, снегоуборочные лопаты). Ранее завод выпускал также стиральные машины. В 2017 году завод произвёл станков металлорежущих на 10 764 тыс. руб. (5 млн долларов), оказал услуг по литью и металлообработке сторонним организациям на 2997 тыс. руб., произвёл модернизации и ремонта оборудования на 554 тыс. руб., частей и оснастки станков на 208 тыс. руб., товаров народного потребления на 27 тыс. руб. По состоянию на 2017 год 57,7% продукции было реализовано на внутреннем рынке, 42,3% было поставлено на экспорт. Крупнейшим направлением экспорта продукции являлась Российская Федерация (70% от экспорта), другие импортёры продукции завода — Азербайджан, Германия, Иран, Казахстан, Нидерланды, США, Узбекистан, Украина, Эстония.
В 2017 году выручка компании составила 12 млн руб. (ок. 6 млн долларов), чистая прибыль — 0,3 млн руб. (150 тыс. долларов), рентабельность — 10,5%. Дебиторская задолженность на 2017 год составляла 1,3 млн руб., кредиторская — 7,7 млн руб., стоимость чистых активов — 13,2 млн руб. В декабре 2017 года сообщалось, что из-за долгов за тепловую энергию завод остался без отопления, и рабочие некоторое время работали в холодных цехах.
По данным сайта Министерства промышленности (2000-е годы), на заводе работало 1400 человек. В 2015 году на заводе работало 720 человек, в 2016 — 639 человек, в 2017 — 594 человека.
Поскольку завод расположен в центре города среди плотной застройки, выбросы вредных веществ литейного производства иногда доставляют неудобства местным жителям. В 2015 году сообщалось о планах выноса предприятия на окраину города, по состоянию на 2021 год завод продолжает работать на прежней площадке. В 2019 году завод выставил на продажу одно из зданий по улице Интернациональной. Часть корпусов завода принадлежат турецкому бизнесмену, владельцу отеля в Минске.

## Международные санкции
В мае 2023 года президент Украины Владимир Зеленский ввёл санкции против завода.
С апреля 2024 года «СтанкоГомель» находится в санкционном списке США, с августа того же года – в санкционном списке Великобритании.
В январе 2025 года санкции против «СтанкоГомеля» и его директора Анатолия Савенка ввела Канада.